# Universidade do Bío-Bío
A Universidade do Bío-Bío (em espanhol: Universidad del Bío-Bío, a sigla é UBB) é uma instituição de ensino superior estadual no Chile. A UBB foi fundada em 1988. Atualmente possui 10.055 alunos, o seu campus principal localizado em Concepción e possui outro campus em Chillán. O seu reitor é Dr. Héctor Gaete Feres.

## Campus
1. Concepción
2. La Castilla
3. Fernando May
4. Centro de Extensión

## Faculdades
1. Ciências Empresariais
2. Arquitetura, Construção e Desenho
3. Ciências
4. Engenharia
5. Educação e Humanidades
6. Ciências da Saúde e Alimentação